# Fleurieux-sur-l'Arbresle
Fleurieux-sur-l'Arbresle é uma comuna francesa na região administrativa de Auvérnia-Ródano-Alpes, no departamento de Ródano. Estende-se por uma área de 9,51 km². Em 2010 a comuna tinha 2 376 habitantes (densidade: 249,8 hab./km²).